# جو پترنو
جو پترنو (به انگلیسی: Joe Paterno) مربی و بازیکن فوتبال کالجی بود که از سال ۱۹۹۶ تا ۲۰۱۱ مربی‌گری تیم فوتبال آمریکایی دانشگاه ایالتی پنسیلوانیا را برعهده داشت. مربی‌گری او به‌دلیل رسوایی جنسی کودک‌آزاری دستیارش در نوامبر ۲۰۱۱ پایان یافت و او دو ماه بعد در سن ۸۵ سالگی بر اثر سرطان ریه درگذشت. تحقیقات اف‌بی‌آی نشان داد که پترنو در پنهان کردن کودک‌آزاری‌های دستیارش نقش داشته‌است.
در سال ۲۰۱۸ فیلمی به نام پترنو از شبکه اچ‌بی‌او پخش شد. در این فیلم آل پاچینو نقش جو پترنو را بازی کرد.